# Шейтанов, Георгий
Георгий Василев Шейтанов (болг. Георги Василев Шейтанов; 14 февраля 1896, Ямбол — 26 мая 1925, Белово) — болгарский революционер-анархо-коммунист.
Арестован после нападения членов военной организации БКП на Собор Святой Недели. Казнён вместе с другими коммунистами.

## Книги
- Шейтанов Г. Целунат от смъртта. — С. 2009.